# Francesco Niola
Francesco Niola (Avella, 11 febbraio 1842 – Gaeta, 14 agosto 1920) è stato un arcivescovo cattolico italiano.

## Biografia
Nato l'11 febbraio 1842 ad Avella, studiò presso il seminario vescovile di Nola.
Fu ordinato presbitero il 6 aprile 1867 presso la cattedrale di Nola.
Il 1º giugno 1888 Leone XIII lo nominò vescovo di Lacedonia. Fu consacrato da Raffaele Monaco La Valletta, cardinale vescovo di Albano, il successivo 10 giugno. Furono co-consacranti i monsignori Elia Bianchi, arcivescovo titolare di Nicosia, e Raffaele Sirolli, vescovo di Sora, Aquino e Pontecorvo.
Il 14 dicembre 1891 fu promosso alla sede arcivescovile di Gaeta, ove rimase fino al 14 agosto 1920, data della sua morte.

## Genealogia episcopale
La genealogia episcopale è:
- Cardinale Scipione Rebiba
- Cardinale Giulio Antonio Santori
- Cardinale Girolamo Bernerio, O.P.
- Arcivescovo Galeazzo Sanvitale
- Cardinale Ludovico Ludovisi
- Cardinale Luigi Caetani
- Cardinale Ulderico Carpegna
- Cardinale Paluzzo Paluzzi Altieri degli Albertoni
- Papa Benedetto XIII
- Papa Benedetto XIV
- Cardinale Enrico Enriquez
- Arcivescovo Manuel Quintano Bonifaz
- Cardinale Buenaventura Córdoba Espinosa de la Cerda
- Cardinale Giuseppe Maria Doria Pamphilj
- Papa Pio VIII
- Papa Pio IX
- Cardinale Raffaele Monaco La Valletta
- Arcivescovo Francesco Niola